# Artemi (Abt)
Artemi (russisch Артемий, † um 1573 in Polen-Litauen) war ein russischer Geistlicher und Reformator. Er wurde als Ketzer verfolgt.

## Leben
Er wirkte als orthodoxer Geistlicher im russisch-litauischen Grenzgebiet. Hier unterhielt er auch Kontakte zu Katholiken. Er wandte sich in Litauen sowohl gegen den Protestantismus als auch gegen den Katholizismus und insbesondere gegen den russischen Ketzer Feodossi Kossoi. Eine Sympathie zu häretischen Positionen war jedoch gegeben. Auf Initiative des russischen Zaren Iwan IV., der ihn für Reformvorhaben gewinnen wollte, kam er 1551 nach Moskau. Er wurde zum Abt des Dreifaltigkeitsklosters von Sergijew Possad bestimmt, was ihm einen großen Einfluss auf kirchenpolitische Entscheidungen gab. Durch Probleme mit den Mönchen des Klosters gab er sein Amt jedoch bald auf und wurde Einsiedler. 
Bei den Moskauer Ketzerprozessen, die sich gegen Gegner der Amtskirche richteten, wurde er angeklagt. Artemi hatte sich in der Vergangenheit gegen Häretiker ausgesprochen, die er als Gefäße des Teufels bezeichnet hatte, zugleich jedoch die Verhängung der Todesstrafe gegen sie abgelehnt. Das Gericht befand ihn trotzdem für schuldig. Er wurde in Ketten in ein Kloster überstellt. Von dort floh er nach Litauen, wo er verstarb.